# Saldaña (Spagna)
Saldaña è un comune spagnolo di 3 109 abitanti situato nella comunità autonoma di Castiglia e León.